# Юрьев, Никанор Иванович
генерал-лейтенант , родился 14 ноября 1807 года, скончался 19 июня 1878 года в Кисловодске.